# Dědičnost

Animace části molekuly DNA

Dědičnost je unikátní schopnost živých organismů, díky které mohou přenášet určité znaky, vlohy a schopnosti z generace na generaci. Tento přenos dělíme na vertikální přenos dědičné informace (pohlavní rozmnožování) nebo horizontální přenos dědičné informace mezi jedinci téže generace (nepohlavní rozmnožování, dělení buněk například u bakterií).
U člověka, který se rozmnožuje pohlavně, získává nový jedinec polovinu genetické informace od otce a polovinu od matky. Naopak u bakterií nebo u jiných nepohlavně se rozmnožujících organismů vzniknou dělením mateřské buňky dvě identické dceřiné buňky se stejnou genetickou informací.
Ve většině organismů je dědičnost zajišťována molekulami deoxyribonukleové kyseliny (DNA). Genetická informace je zakódována v sekvencí nukleotidů, ze kterých je molekula DNA složena. Sekvence nukleotidů jsou strukturované do jednotek informace, které se nazývají geny. Dědičnost jednotlivých znaků tedy zprostředkovávají geny a jejich konkrétní formy - alely.
Díky dědičnosti získává potomek vlastnosti nebo predispozice z rodičovské buňky nebo organismu. Vlastnosti přenášené do další generace nemusí být zcela totožné s vlastnostmi rodiče. Při pohlavním rozmnožování mohou být rozdíly mezi generacemi dány kombinací vlastností obou rodičů. I při nepohlavním rozmnožování může docházet k nepřesnému předání dědičných informací do následující generace. Rozdíly mezi generacemi se mohou v průběhu času hromadit. Tyto rozdíly způsobují vývoj druhu neboli fylogenezi.
Biologická věda, která se zabývá biochemickými informacemi a pravidly jejich přenosu z generace na generaci, se nazývá genetika.

## Historie
- Do konce 18. století se předpokládalo, že všichni budoucí potomci jsou již předem vytvořeni v rodičovském organismu a musí se pouze rozvíjet.
- Na základě podrobných embryologických výzkumů Christiana Heinricha Pandera (1817) a Karla Ernsta von Baera (1828) se zjistilo, že organismy se postupně tvoří z vajíček a spermií rodičů.
- Až do počátku 20. století převládal názor, že celý rodičovský organismus ovlivňuje vlastnosti potomků a že je zprostředkován kapalinou, například krví. Charles Darwin ve své teorií pangeneze tvrdil, že rysy získané rodiči během jejich života mohou být také zděděny. Potomci ze smíšených manželství byli považováni za poloviční plemena a podle toho kategorizováni.
- Podobně revoluční byla teorie zárodečné plazmy vyvinutá Augustem Weismannem v 80. letech 19. století. Weismann odmítal vliv celého organismu na dědičnost. Jeho postuláty však byly zpočátku velmi kontroverzní.
- Zásadně odlišný přístup zaujal augustiniánský mnich Gregor Mendel. V systematických křížových experimentech s rostlinami zkoumal individuální charakteristiky, jejich přenos a následný projev. Jeho výsledky, které publikoval v roce 1866, však zůstaly ve vědě téměř bez povšimnutí.
- Mendelova průkopnická práce se stala široce známou v profesionálním světě až v roce 1900, kdy Hugo de Vries, Carl Correns a možná Irich Tschermak nezávisle dospěli k výsledkům, které potvrdily principy dědičnosti objevené Mendelem.
- Dalším důležitým krokem pro pochopení dědičnosti byla chromozomová teorie dědičnosti Theodorem Boverim v roce 1904.

## DNA - základ dědičnosti

Kopírování DNA

V současnosti je známo, že dědičné rysy jsou předávány z jedné generace na druhou prostřednictvím deoxyribonukleové kyseliny DNA, která se nachází v chromozomech buňky. Část molekuly DNA, která určuje jednu funkční jednotku dědičnosti, se nazývá gen.
Molekula DNA je dlouhý polymer, který obsahuje čtyři typy bází, jejichž sekvence určuje genetickou informaci. Před rozdělením buňky se DNA zkopíruje tak, aby každá z výsledných dvou buněk zdědila sekvenci dané DNA.
Organismy zdědí genetický materiál od svých rodičů ve formě homologních chromozomů, které obsahují jedinečnou kombinaci sekvencí DNA - geny. Specifické umístění sekvence DNA v chromozomu se nazývá lokus. Pokud se sekvence DNA v určitém lokusu liší mezi jednotlivci, nazývají se tyto sekvence alely. Sekvence DNA se mohou měnit mutacemi, které produkují nové alely. Mutace genu může změnit fenotyp organismu.

## Základní dělení dědičnosti

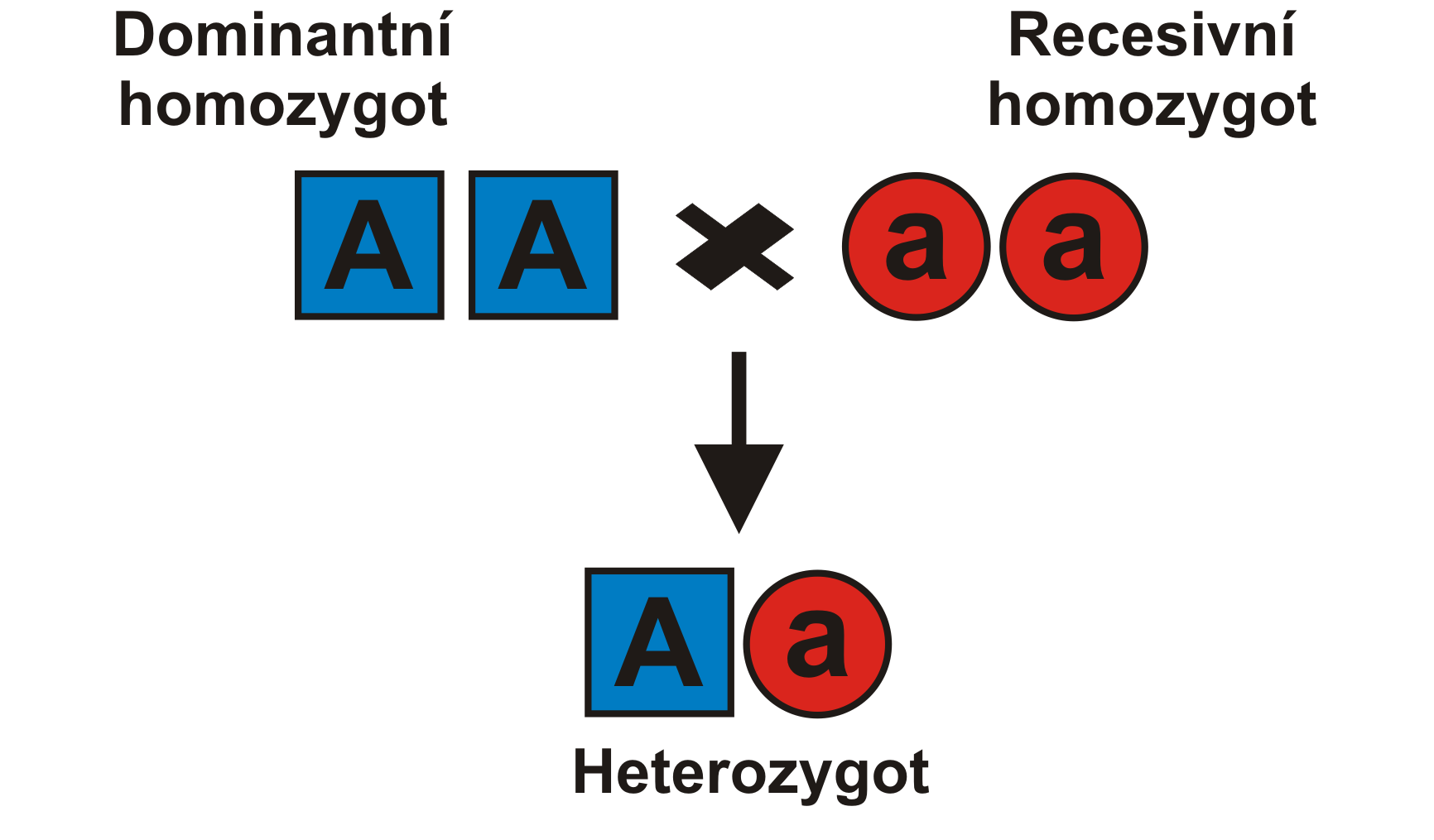
Neúplná (heterozygotní) dědičnost

### Úplná dědičnost (homozygotní)
Při úplné dědičnosti (homozygotní dědičnosti) překryje dominantní alela svým projevem zcela projev alely recesivní. Například pokud je při křížení červenokvěté a žlutokvěté rostliny dominantní alelou červenokvětá rostlina, pak bude mít potomstvo květy pouze červené.

### Neúplná dědičnost (heterozygotní)
Při neúplné dědičnosti (heterozygotní dědičnosti) se při křížení projeví dominantní i recesivní alela. Například při křížení žlutokvěté a červenokvěté rostliny bude mít potomstvo květy pravděpodobně oranžové.

## Monogenní dědičnost
Monogenní dědičnost je podmíněna jedním genem.

### Autosomální dědičnost
Tyto typy dědičnosti jsou podmíněné geny uloženými na autosomech (nepohlavních chromosomech). Na základě alelických interakcí rozlišujeme:
- Autosomálně dominantní dědičnost
- Autosomálně recesivní dědičnost

### Gonosomální dědičnost
Tyto typy dědičnosti jsou podmíněné geny uloženými na gonosomech (pohlavních chromosomech). Na základě alelických interakcí rozlišujeme:
- Gonosomálně dominantní dědičnost
- Gonosomálně recesivní dědičnost

Podle konkrétního pohlavního chromosomu rozlišujeme:
- X-vázaná dědičnost
- Y-vázaná dědičnost

### Mimojaderná dědičnost
- Mimojaderná dědičnost - týká se genů umístěných mimo jaderný genom buňky
- Mitochondriální dědičnost - v rámci genetiky člověka

## Polygenní a multifaktoriální dědičnost
- Polygenní dědičnost - je podmíněna více geny
- Multifaktoriální dědičnost - na konečné podobě fenotypu se mohou podílet i faktory vnějšího prostředí